# アッシリアの水晶レンズ
アッシリアの水晶レンズ（アッシリアのすいしょうレンズ）は、ニムルドにある紀元前7世紀の古代アッシリアの墓から1853年に発見された水晶製のレンズ。細い楔形文字を彫るため、もしくは拡大用ではなく、集光して太陽熱を集め点火するためなど、使い道に関しては様々な説が唱えられている。オーパーツの1つに数えられることもある。磨き砂で時間をかけて磨くことで可能。現在は大英博物館に所蔵されている。
このレンズは長さ4.2 cm、幅3.45 cm、中心部の厚さが0.64 cmで、平凸レンズの形状をしている。その焦点距離は12 cm。発見者のオースティン・ヘンリー・レヤードは「この小片は多くの不透明な青いガラス片の下から出土した。それらのガラスは朽ち果てた木製や象牙製の何かを覆っていた象嵌材の破片と考えられる」と報告している。実際には象嵌に使用されたものであり、レンズとしての効果は偶然の産物であるとの見解が有力である。